# Селенид урана
Селенид урана — бинарное неорганическое соединение
урана и селена
с формулой USe,
кристаллы.

## Получение
- Спекание стехиометрических количеств чистых веществ в инертной атмосфере:

{\displaystyle {\mathsf {U+Se\ {\xrightarrow {1990^{o}C}}\ USe}}}

## Физические свойства
Селенид урана образует кристаллы
кубической сингонии, пространственная группа F m3m, параметры ячейки a = 0,5757 нм, Z = 4
.
Соединение конгруэнтно плавится при температуре 1990°C.